# Cros-de-Montvert
Cros-de-Montvert (okzitanisch Cròs de Montverd) ist eine französische Gemeinde mit 192 Einwohnern (Stand 1. Januar 2022) im Département Cantal in der Region Auvergne-Rhône-Alpes (vor 2016 Auvergne). Sie gehört zum Arrondissement Aurillac und zum Kanton Saint-Paul-des-Landes.

## Lage
Cros-de-Montvert liegt etwa 27 Kilometer nordwestlich von Aurillac im Zentralmassiv, in der Naturlandschaft Châtaigneraie. Umgeben wird Cros-de-Montvert von den Nachbargemeinden Saint-Julien-aux-Bois im Norden, Arnac im Osten, Saint-Santin-Cantalès im Südosten, Rouffiac im Süden und Südwesten sowie Saint-Cirgues-la-Loutre im Westen und Nordwesten.

## Bevölkerungsentwicklung
| Jahr                       | 1962 | 1968 | 1975 | 1982 | 1990 | 1999 | 2006 | 2011 | 2019 |
| Einwohner                  | 425  | 370  | 305  | 253  | 261  | 225  | 221  | 213  | 189  |
| Quellen: Cassini und INSEE |      |      |      |      |      |      |      |      |      |

## Sehenswürdigkeiten
- Kirche Sainte-Madeleine aus dem 11./12. Jahrhundert
- Kapelle Saint-Eustache im Ortsteil Maison Rouge

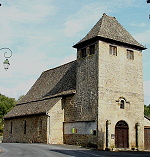
Kirche Sainte-Madeleine

- Schloss Peynières

## Persönlichkeiten
- Louis-Antoine de Noailles (1651–1729), Bischof von Cahors (1679/1680) und Châlons (1680–1695), Erzbischof von Paris (ab 1695), Kardinal (seit 1700)